# Сбылево
Сбылево — село в Козельском районе Калужской области. Входит в состав Сельского поселения «Деревня Плюсково».
Расположено примерно в 3 км к северу от деревни Плюсково.

## Население
На 2010 год население составляло 3 человека.